# Delegación del Gobierno en Galicia
La Delegación del Gobierno en la Comunidad Autónoma de Galicia es el organismo de la Administración General del Estado encargado de ejercer la representación del Gobierno de España en Galicia. Depende de la Secretaría de Estado de Política Territorial, perteneciente al Ministerio de Política Territorial.

## Sede
La sede se encuentra en el número 11 de la Praza de Ourense, en la ciudad de La Coruña.

## Delegados del Gobierno en Galicia
| Fechas del mandato | Fechas del mandato | Delegado                    | Partido | Partido |
| ------------------ | ------------------ | --------------------------- | ------- | ------- |
| 20-08-1981         | 17-05-1996         | Domingo García-Sabell       | PSOE    |         |
| 17-05-1996         | 12-05-2000         | Juan Miguel Diz Guedes      | PP      |         |
| 15-05-2000         | 30-01-2004         | Arsenio Fernández de Mesa   | PP      |         |
| 23-04-2004         | 24-09-2009         | Manuel Ameijeiras Vales     | PSOE    |         |
| 24-09-2009         | 01-04-2011         | Antón Louro Goyanes         | PSOE    |         |
| 01-04-2011         | 14-10-2011         | Miguel Ángel Cortizo Nieto  | PSOE    |         |
| 14-10-2011         | 05-01-2012         | Xosé Manuel Pose Mesura     | PSOE    |         |
| 05-01-2012         | 14-11-2014         | Samuel Juárez Casado        | PP      |         |
| 14-11-2014         | 19-06-2018         | Santiago Villanueva Álvarez | PP      |         |
| 19-06-2018         | 31-03-2021         | Francisco Javier Losada     | PSOE    |         |
| 31-03-2021         | 27-03-2023         | José Miñones Conde          | PSOE    |         |
| 28-03-2023         | 13-06-2023         | Xosé Ramón Gómez Besteiro   | PSOE    |         |
| 13-06-2023         |                    | Pedro Blanco Lobeiras       | PSOE    |         |

## Subdelegaciones provinciales

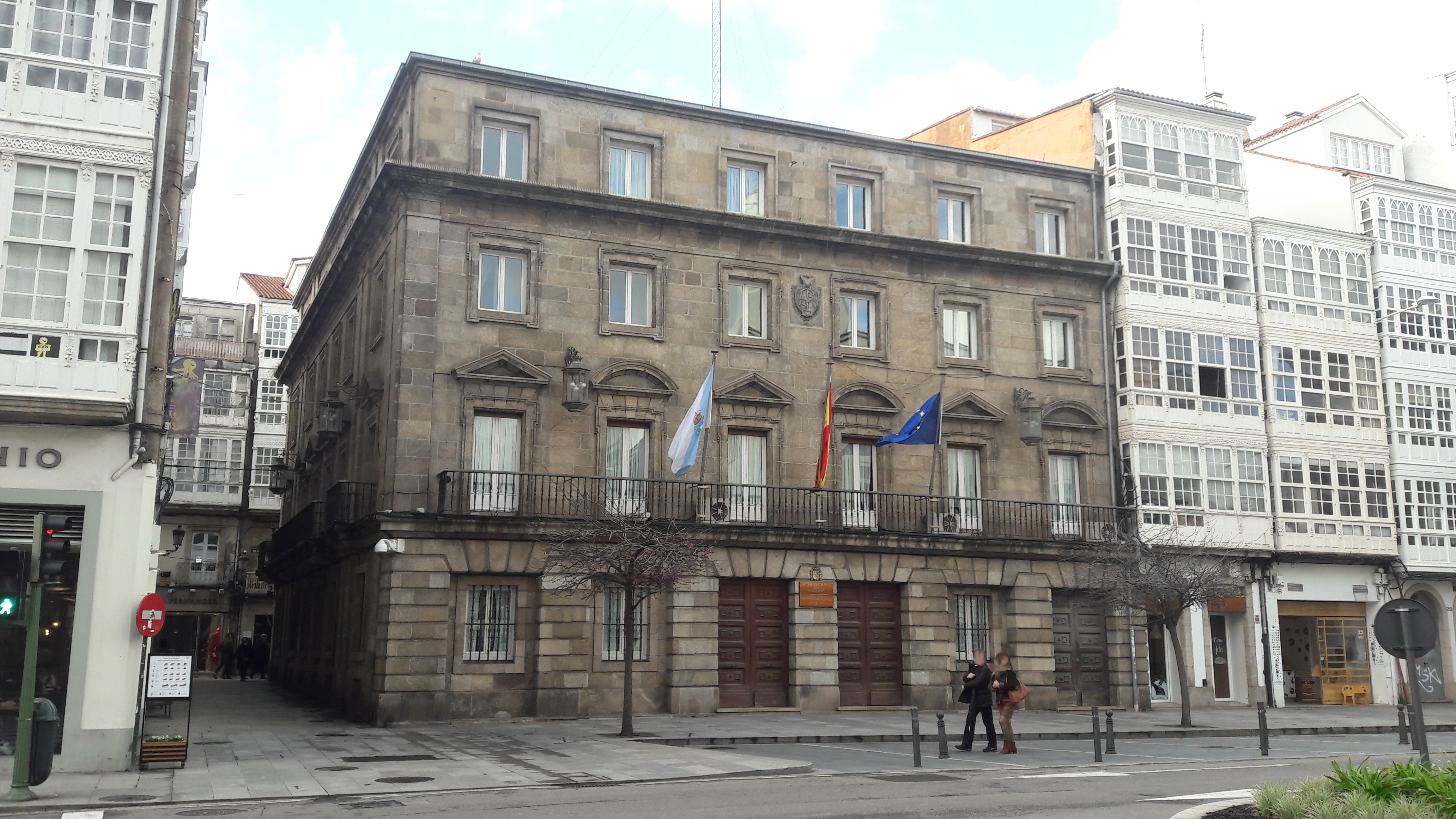
Casa de la Aduana, sede de la Subdelegación del Gobierno en La Coruña.

El Delegado del Gobierno en Galicia cuenta con la asistencia de cuatro subdelegados, uno por provincia de la Comunidad Autónoma. Estos desempeñan funciones similares a las que tenían los gobernadores civiles, a los que reemplazaron en el año 1997.
Los titulares de las Subdelegaciones se mencionan a continuación, incluyendo el período de mandato de cada uno:

### Subdelegación del Gobierno en La Coruña
- 1997-2001: Fernando Rodríguez Corcoba
- 2001-2004: José Manuel Pérez Díaz
- 2004-2007: Obdulia Taboadela Álvarez
- 2007-2011: Xosé Manuel Pose Mesura
- 2012-2018: Jorge Atán Castro
- 2018-2021: Pilar López-Rioboo Ansorena

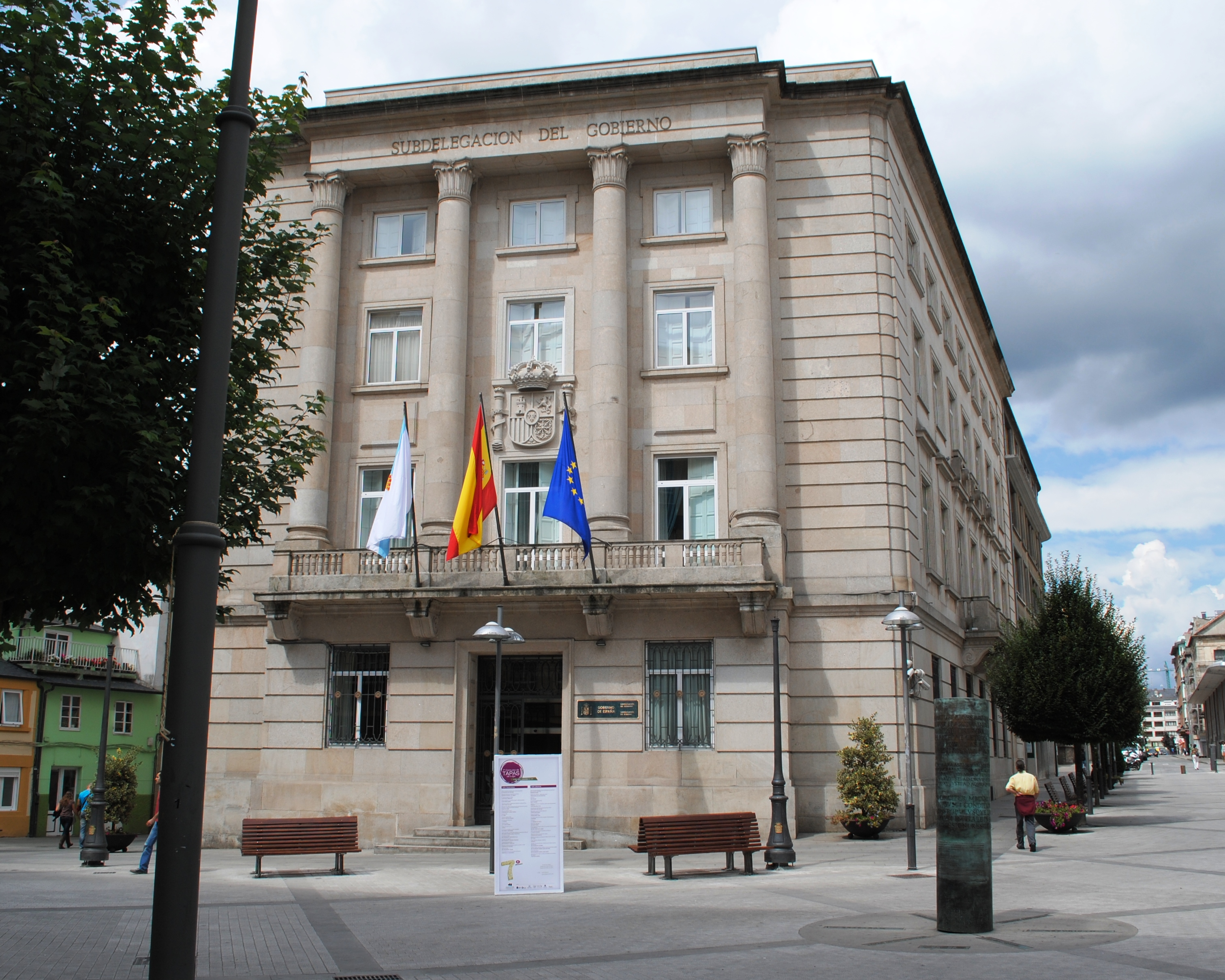
Sede de la Subdelegación del Gobierno en Lugo.

- Desde 2021: María Rivas López

### Subdelegación del Gobierno en Lugo
- 1997-2004: José Antonio Labrada Losada
- 2004-2009: Jesús Otero Calvo
- 2009-2012: José Vázquez Portomeñe
- 2012-2017: Ramón Carballo Páez
- En el cargo desde 2018: María Isabel Rodríguez López

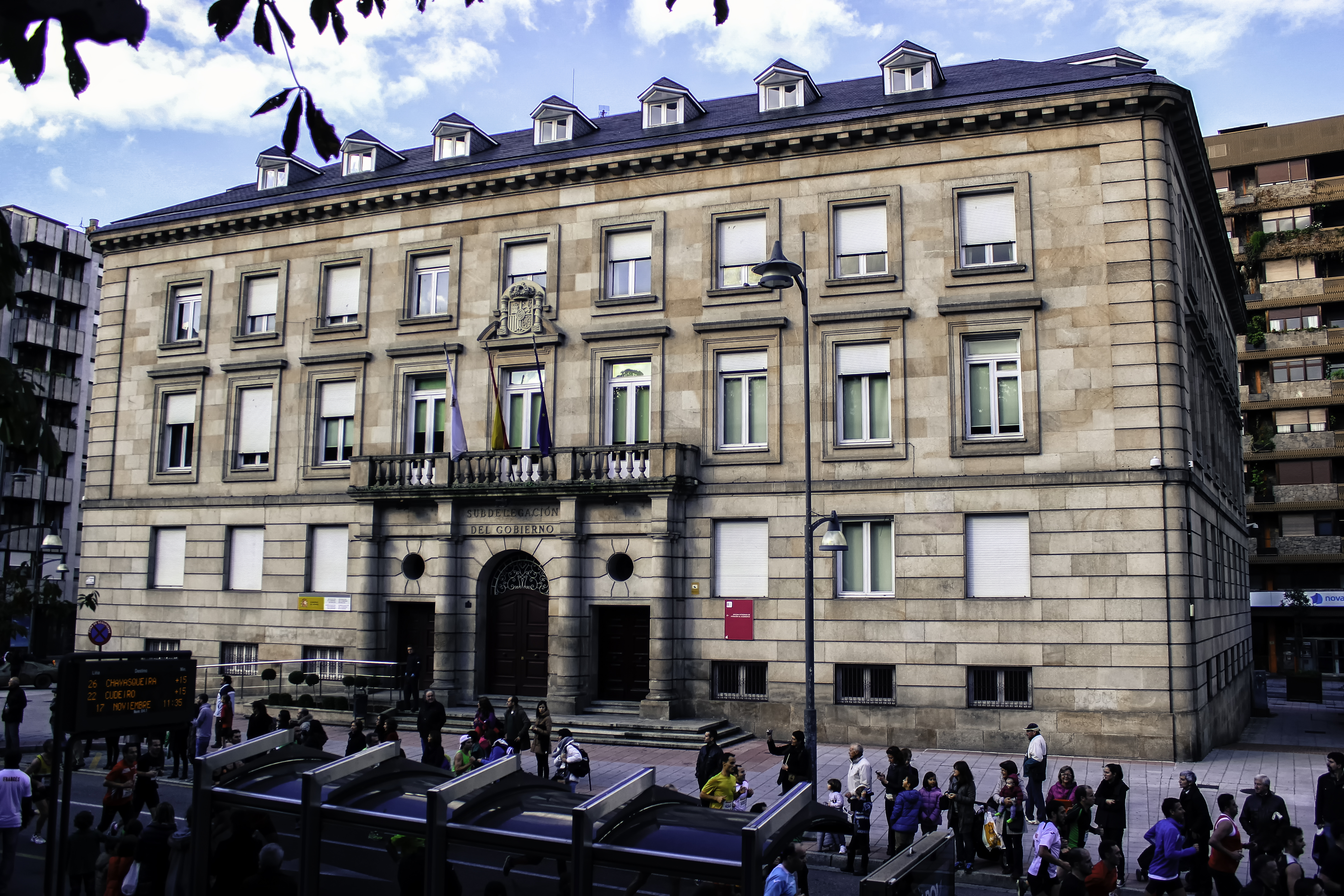
Sede de la Subdelegación del Gobierno en Orense.

### Subdelegación del Gobierno en Orense
- 1997-2000: Jesús de Juana López
- 2000-2004: Rosendo Luis Fernández Fernández
- 2004-2012: Camilo Isaac Ocampo Gómez

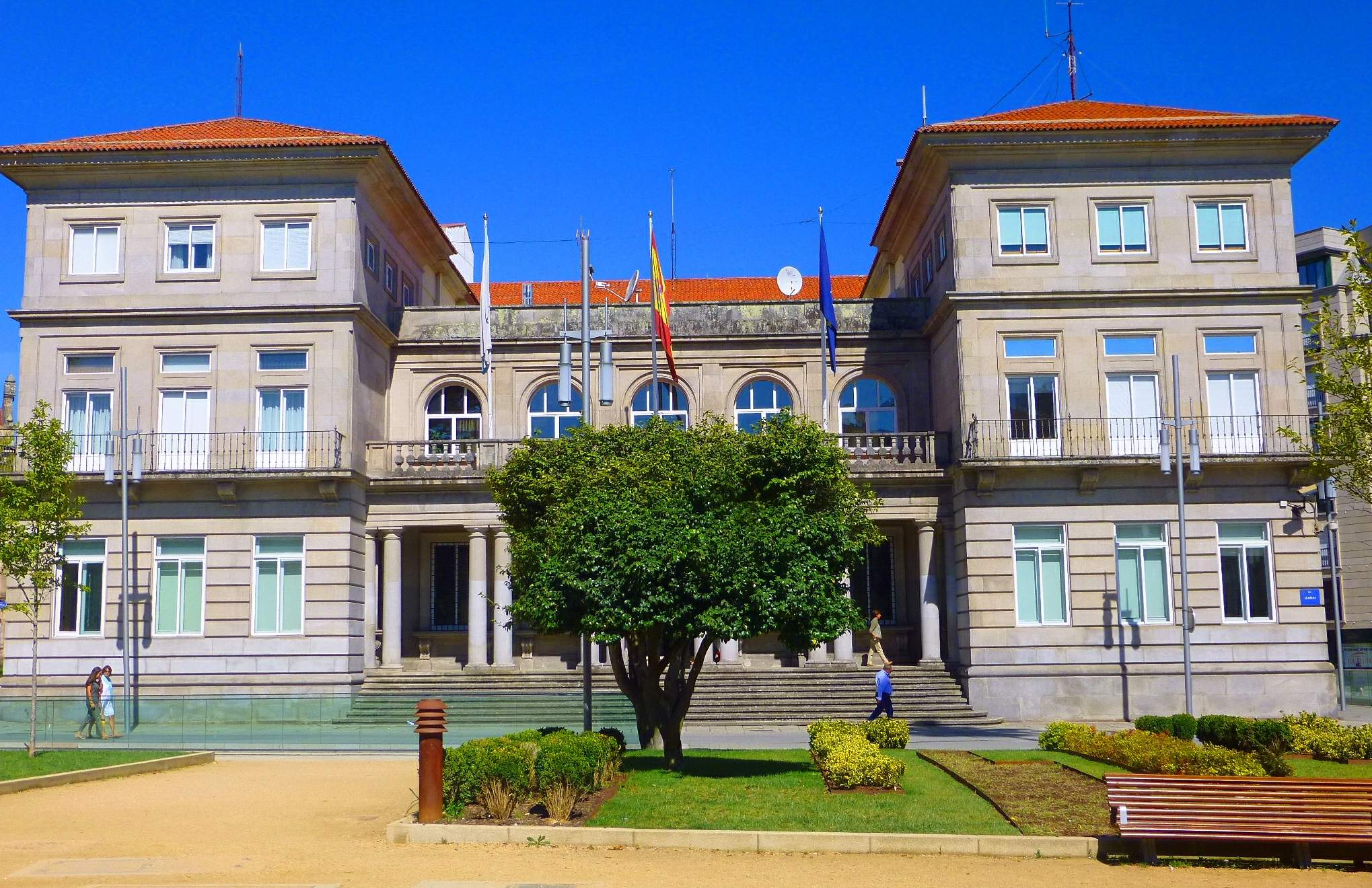
Sede de la Subdelegación del Gobierno en Pontevedra.

- 2012-2018: Roberto Castro García
- 2018-2024: Emilio González Afonso

### Subdelegación del Gobierno en Pontevedra
- 1997-2004: Alejandro Millán Mon
- 2004-2012: Delfín Fernández Álvarez
- 2012-2016: Antonio Coello Bufill
- 2017-2018: Ana María Ortiz Álvarez
- 2018-2023: Maica Larriba García
- En el cargo desde 2024: Abel Losada Álvarez